# Pulsar Kraba
Pulsar Kraba (też: Pulsar Krab, PSR B0531+21) – stosunkowo młoda gwiazda neutronowa znajdująca się w centrum Mgławicy Kraba (M1), odkryta w 1969 roku. Pozostałość po supernowej SN 1054.

## Właściwości fizyczne
Uważa się, że pulsar ma średnicę około 25 km. Impulsy promieniowania emituje co 33 milisekundy (30 razy na sekundę). Mgławica wokół niej to plerion, wiatr cząstek z gwiazdy neutronowej generuje promieniowanie synchrotronowe, które stanowi większość emisji mgławicy, obejmując zakres od fal radiowych po promieniowanie gamma. Najbardziej dynamicznym fragmentem wewnętrznej części mgławicy jest obszar, w którym wiatr równikowy z pulsara zderza się z otoczeniem mgławicy, tworząc szok końcowy. Jego kształt i położenie zmieniają się gwałtownie, a wiatr równikowy przejawia się jako seria spiralnych elementów, które narastają, rozjaśniają się, a następnie słabną, gdy oddalają się od pulsara w kierunku głównego korpusu mgławicy. Okres obrotu pulsara wydłuża się o 38 nanosekund dziennie. Astronomowie oszacowali, że ubytek energii ruchu obrotowego gwiazdy neutronowej odpowiada energii emitowanej przez mgławicę, a nośnikiem traconej energii i momentu pędu jest wiatr z pulsara. 

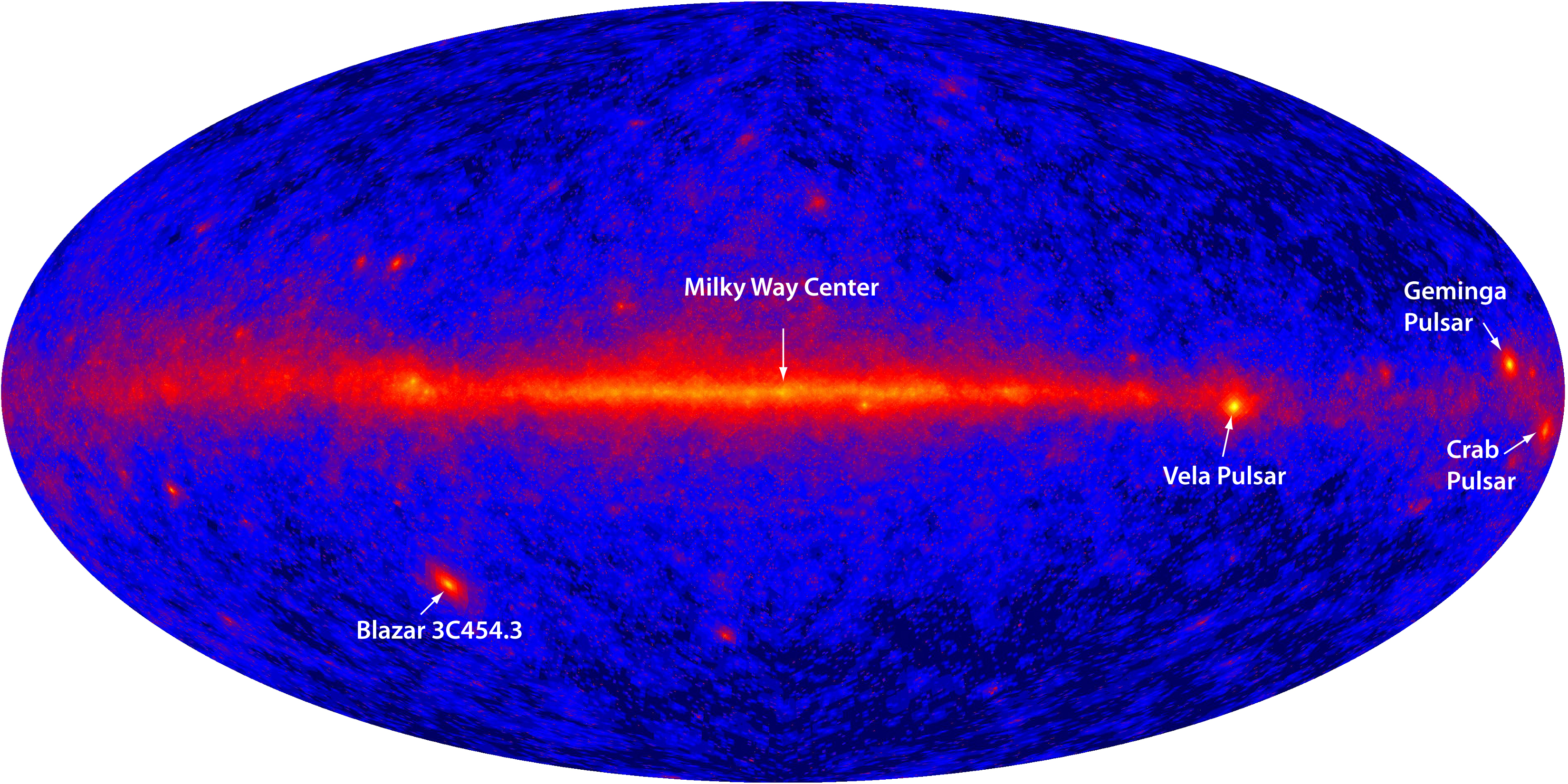
Obraz nieba w promieniach gamma zarejestrowany przez Fermi Gamma-ray Space Telescope, który pokazuje Pulsar Kraba jako jedno z najjaśniejszych jego źródeł

Tak jak u wszystkich izolowanych pulsarów, okres jego pulsacji bardzo powoli, ale systematycznie, wydłuża się. Co jakiś czas następują też gwałtowne zmiany okresu obrotu. Gdy pulsar spowalnia, uwalniana jest ogromna energia, która napędza elektrony promieniowania synchrotronowego. W świetle widzialnym Krab jest wyjątkowo jasny – jaśniejszy od Słońca około 1000 razy – jego całkowita jasność (we wszystkich długościach fal) jest od Słońca większa aż 75 000 razy.
Ekstremalnie wielka energia pulsara tworzy wewnątrz Mgławicy Kraba obszar niezwykle dynamiczny. Typowy obiekt astronomiczny ewoluuje na tyle wolno, że zmiany można dostrzec jedynie w ciągu wielu lat, tymczasem centrum M1 zmienia się już w ciągu kilku dni. Najbardziej dynamiczne w Krabie jest miejsce, gdzie jeden z dżetów pulsara zderza się z otaczającą go materią, tworząc falę uderzeniową, wbijającą się w mgławicę.
Istnienie drugiej gwiazdy w centrum Kraba naukowcy wywnioskowali z obserwacji regularnych i istotnych zmian przesunięć dopplerowskich widma znanego już pulsara, jakkolwiek nadal niewiele o niej wiadomo. Założona masa pulsara wynosi 0,6 M☉, zaś masa drugiej gwiazdy 1,8 M☉, przy założeniu dużej ekscentryczności orbit układu. Odległość pomiędzy składnikami wynosi (4–15)×109 km.
Mgławica Kraba jest często używana jako źródło kalibracyjne w astronomii rentgenowskiej. Jest bardzo jasny w promieniowaniu rentgenowskim, a gęstość strumienia i widmo są znanymi stałymi, z wyjątkiem samego pulsara. Pulsar dostarcza silnego sygnału okresowego, który jest używany do sprawdzania synchronizacji detektorów promieniowania X. W astronomii rentgenowskiej „Krab” i „miliKrab” są czasami używane jako jednostki gęstości strumienia. Bardzo niewiele źródeł promieniowania rentgenowskiego przewyższa 1 Krab. 

Film w zwolnionym tempie przedstawiający Pulsar Kraba w bliskiej podczerwieni (długość fali 800 nm) za pomocą kamery Lucky Imaging z Uniwersytetu Cambridge, pokazujący jasny puls i słabszy interpuls

Ostatnie obserwacje sugerują, że Pulsar Kraba może mieć wyjątkowo złożone pole magnetyczne z czterema biegunami (kwadrupol) zamiast typowych dwóch (dipol), prawdopodobnie w wyniku implozji w sposób asymetryczny od gwiazdy-przodka, gdy pulsar uformował się po raz pierwszy. Ten sam zestaw obserwacji sugerował, że główny impuls radiowy pochodzący z pulsara trwa tylko 0,4 nanosekundy, jest emitowany z obłoku plazmy o średnicy 12 cm na powierzchni gwiazdy neutronowej – byłby to najmniejszy obiekt, jaki kiedykolwiek zaobserwowano w astronomii.

## Historia obserwacji

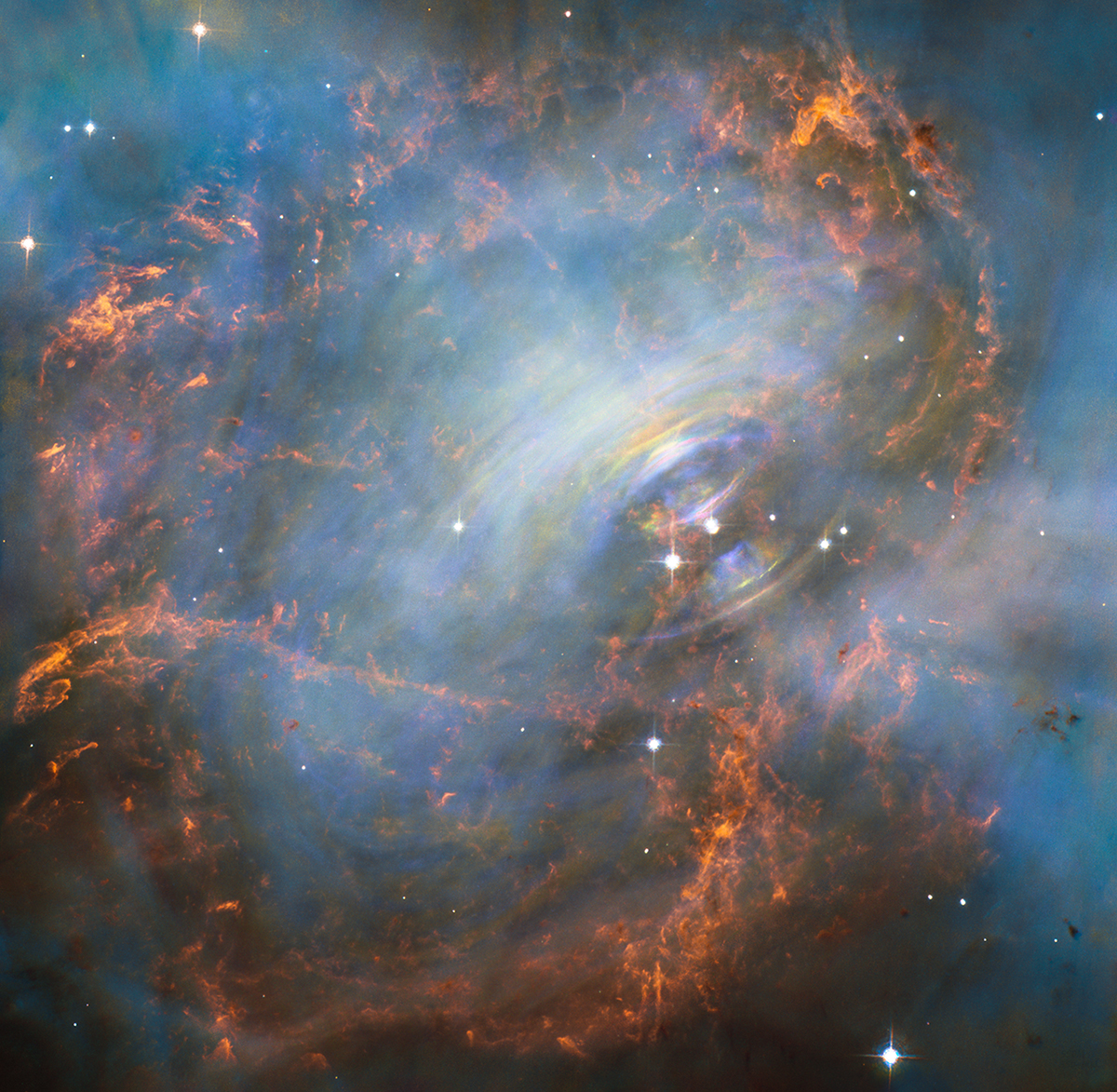
Zdjęcie z teleskopu Hubble'a

Pulsar jest odpowiedzialny za zasilanie mgławicy, co stwierdzono w 1942, gdy Rudolph Minkowski zauważył jej wyjątkowo nietypowe widmo optyczne. W 1949 obszar wokół gwiazdy okazał się jednym z najsilniejszych źródeł fal radiowych, w 1963 promieniowania rentgenowskiego, oraz jednym z najjaśniejszych w pasmie fal gamma w 1967. W 1968 natomiast zauważono, że emisja fal radiowych gwiazdy odbywa się w bardzo silnych impulsach. To doprowadziło do odkrycia podobnych regularnych pulsacji również w innych częstotliwościach fal elektromagnetycznych.
Pulsary są silnymi źródłami promieniowania elektromagnetycznego, wysyłanego w niezwykle regularnych i krótkich odstępach, zwykle wiele razy na sekundę. Gdy odkryto je w 1967, stanowiły wielką zagadkę, rozważano nawet możliwość, że są sygnałami od innych rozwiniętych cywilizacji.